# Шаунака Риши Дас
Шауна́ка Ри́ши Дас (IAST: Śaunaka Ṛṣi Dāsa, англ. Shaunaka Rishi Das; имя при рождении — Ти́моти Ки́рнан, англ. Timothy Kiernan; род. 18 февраля 1961, Уэксфорд, Ирландия) — ирландский индуистский религиозный деятель, основатель и директор Оксфордского центра индуистских исследований, первый индуистский капеллан Оксфордского университета.

## Биография
Тимоти Кирнан родился 18 февраля 1961 года в городе Уэксфорд Он был вторым из четырёх детей в семье Марин Кирнан (в девичестве Кеннеди) и Лоркана Кирнана (1928—1977). Мать Тимоти родом из городка Бандон в графстве Корк, а отец родился в Дублине, но в раннем возрасте вместе с семьёй переехал в Уэксфорд. Китти Кирнан (1892—1945), невеста ирландского революционера Майкла Коллинза (1890—1922), была троюродной бабушкой Тимоти Кирнана.
В детстве Тимоти хотел стать католическим священником, но вместо этого в 1979 году присоединился к Международному обществу сознания Кришны (ИСККОН) и обратился в индуизм. В 1982 году он получил духовное посвящение и санскритское имя «Шаунака Риши Даса» от Сатсварупы Госвами, а позднее также и посвящение в брахманы вайшнавской традиции. С тех пор Шаунака Риши активно занимается пропагандированием принципов вайшнавизма и межрелигиозным диалогом в Северной Ирландии.
В период с 1998 по 2001 год Шаунака Риши был председателем «Североирландского межрелигиозного форума», а с 2000 по 2002 год — членом правления Межрелигиозного форума Великобритании. В то же самое время (в период с 1998 по 2004 год) Шаунака Риши исполнял обязанности консультанта Международного межрелигиозного центра в Оксфорде.
В период с 1993 по 2006 год Шаунака Риши был главным редактором журнала ISKCON Communications Journal, а с 2009 года является главным редактором пришедшего ему на смену ISKCON Studies Journal. Шаунака Риши также возглавляет ISKCON Studies Institute в Оксфорде и является членом правления теологического Бхактиведанта-колледжа в Бельгии. В 1997 году Шаунака Риши основал Оксфордский центр индуистских исследований и с тех пор исполняет обязанности его директора. В 2010 году Шаунака Риши был назначен индуистским капелланом Оксфордского университета, став первым индуистским капелланом в истории университета.

## Семья
С 1986 года Шаунака Риши был женат на Кешави Кирнан, которая умерла в 2013 году.

## Публикации
- Śaunaka Ṛṣi Dāsa. ISKCON in Relation to People of Faith in God (недоступная ссылка — история) // ISKCON Communications Journal. — 1999. — Т. 7, № 1. — С. 1—9. — ISSN 1358-3867.
- Shaunaka Rishi Das. Jesus in Hinduism // BBC Radio 4. — London, 2002.
- Shaunaka Rishi Das. Shaunaka Das: Our declining trust is a greater evil than terrorism (англ.) // The Independent : newspaper. — London, Saturday, 20 March 2004.
- Shaunaka Rishi Das. Face to faith // The Guardian. — London, Saturday, 1 July 2006. — С. 35.